# Villa Farnesina
Villa Farnesina je renesančna primestna vila na ulici Via della Lungara v okrožju Trastevere v Rimu v osrednji Italiji.

## Opis
Vila je bila zgrajena za Agostina Chigija, bogatega sienskega bankirja in zakladnika papeža Julija II. Med letoma 1506 in 1510 je sienski umetnik in Bramantejev učenec Baldassare Peruzzi, ki mu je morda pomagal Giuliano da Sangallo, zasnoval in postavil vilo. Novost tega primestnega oblikovanja vile je mogoče razbrati iz njenih razlik od značilnosti tipične mestne palače (palazzo). Renesančne palače so običajno gledale na ulico in so bile okrašene različice obrambnih gradov: pravokotni bloki z rustikalnimi pritličji in ograjenim dvoriščem. Ta vila, namenjena zračnemu poletnemu paviljonu, je imela stran proti ulici in je dobila načrt v obliki črke U s pet-ločno ložo med krakoma. V prvotni ureditvi je bil glavni vhod skozi ložo na severu, ki je bila odprta. Danes obiskovalci vstopijo na južni strani in je loža zastekljena.
Chigi je tudi naročil fresko dekoracijo vile umetnikom, kot so Rafael, Sebastiano del Piombo, Giulio Romano in Il Sodoma. Teme so navdihnile Stanze pesnika Angela Poliziana, ključnega člana kroga Lorenza de' Medici. Najbolj znane so Rafaelove freske v pritličju; v loži, ki prikazuje klasične in posvetne mite o Kupidu in Psihi ter Triumf Galateje. Ta, ena njegovih redkih povsem posvetnih slik, prikazuje skoraj golo nimfo na vozu v obliki školjke sredi pohabljenih spremljevalcev in spominja na Botticellijevo Rojstvo Venere. Ta ista Galatejina loža ima na oboku horoskop, ki prikazuje položaje planetov okoli zodiaka na rojstni dan pokrovitelja, 29. novembra 1466. Dve glavni stropni plošči oboka določata njegov natančen čas rojstva, 21.30 na ta datum.
Na nivoju prvega nadstropja je Peruzzi glavni salon naslikal s trompe l'oeil freskami velike odprte lože z iluzionističnim pogledom na mesto in podeželje. Perspektiva poslikanega balkona in kolonade je zelo natančna s fiksne točke v prostoru. V sosednji spalnici je Il Sodoma naslikal prizore iz življenja Aleksandra Velikega, poroko Aleksandra in Roksane in Aleksander sprejme Darejevo družino.
Vila je leta 1577 postala last družine Farnese (od tod tudi ime Farnesina). Tudi v 16. stoletju je Michelangelo predlagal, da se Palazzo Farnese na drugi strani reke Tibere, kjer je delal, poveže z vilo Farnesina z zasebnim mostom. Graditi se je začel, ostanki nekaj lokov so v resnici še vedno vidni v zadnjem delu Palazzo Farnese proti Via Giulia na drugi strani Tibere, vendar nikoli ni bil dokončan.
Pozneje je vila pripadala neapeljskim Bourbonom, leta 1861 pa španskemu veleposlaniku v Rimu Bermudezu de Castru, vojvoda Ripalti. Danes v lasti italijanske države, v njej je Accademia dei Lincei, dolgoletna in priznana rimska akademija znanosti. Do leta 2007 je bil v njem tudi Gabinetto dei Disegni e delle Stampe (Oddelek za risbe in grafike) Istituto Nazionale per la Grafica, Roma.
Glavne sobe vile, vključno z ložo, so odprte za obiskovalce.